# Habranthus brachyandrus
Habranthus brachyandrus là một loài thực vật có hoa trong họ Amaryllidaceae. Loài này được (Baker) Sealy mô tả khoa học đầu tiên năm 1937.